# Верховинець Осип Миколайович
О́сип Микола́йович Верхови́нець (справжнє прізвище Костів; 30 серпня 1900, Старий Мізунь Івано-Франківської обл. — 19 січня 1938, Чернігів) — хоровий диригент, педагог. Брат Василя, батько Галини Верховинців.

## З життєпису
Закінчив Українську учительську семінарію в м. Йозефів (Чехія, 1925). У 1925—1930 — керівник аматорських хорів у Західній Україні. Зазнав гонінь польської влади за популяризацію українського пісенного мистецтва. Щоб уникнути арешту, мусив змінювати прізвище (Галайда, Недоля).
- 1930—1937 — викладач німецької мови Ніжинського педагогічного інституту, керівник студентського хору та хору вчителів. Брав участь у виставах Ніжинського драматичного театру як актор і художник-декоратор.
- 1937 заарештований і засуджений до 10 років заслання. 1938 розстріляний за звинуваченням у «японському шпигунстві». Реабілітований 1956 (посмертно).